# Ляховский, Александр Антонович
Александр Антонович Ляховский (5 февраля 1946, Тбилиси, ГССР, СССР — 3 февраля 2009, Москва, Россия) — российский военный деятель и публицист военно-исторической тематики, автор множества статей и пяти книг, исследователь Афганской войны, генерал-майор. Член Союза писателей России.

## Биография
Летом 1964 года, окончив 83-ю Тбилисскую среднюю школу, поступил в Бакинское высшее общевойсковое командное училище имени Верховного Совета Азербайджанской ССР, которое окончил с золотой медалью в 1968 году, после чего был направлен на службу в Прикарпатский военный округ.
В августе — ноябре 1968 года участвовал в событиях по подавлению антисоциалистического выступления в Чехословакии.
В октябре 1971 года был направлен для прохождения военной службы в Группу советских войск в Германии.
Окончил с отличием Военную академию имени М. В. Фрунзе (1977), где учился с 1974 года. В звании капитана был назначен на должность старшего офицера-оператора Главного оперативного управления Генерального штаба.
В 1983 году посещал Эфиопию, в 1984 году — Анголу (дважды).
Окончил Военную академию Генерального штаба Вооруженных Сил СССР им. Ворошилова, где учился в 1985—1987 годах. Затем в 1987—1989 годах в составе Оперативной группы Министерства обороны СССР в Афганистане, с 1988 года назначен ближайшим помощником её руководителя генерала армии Валентина Варенникова.
В 1990 году стал первым заместителем начальника Оперативного управления Главного штаба Сухопутных войск.
В 1990-х годах принимал участие в нормализации обстановки в Армении, Южной Осетии, Прибалтике, Таджикистане, на Северном Кавказе, занимался вопросами обеспечения боевых действий в Чечне.
В 2000—2001 годы находился в Республике Ангола, где исполнял обязанности консультанта заместителя начальника Генерального штаба ВС Анголы по оперативным вопросам.
В марте 2002 года вышел в запас.
В соавторстве с Вячеславом Некрасовым написал книгу «Гражданин. Политик. Воин.», посвящённую Ахмад Шаху Масуду. По его последней книге был снят фильм «Афганская война».
Скончался в Москве 3 февраля 2009 года.
В 2009 году специальная премия Артёма Боровика за лучшую работу об афганской войне (в связи с 20-летием вывода советских войск из Афганистана) посмертно была присуждена Ляховскому за его книгу «Трагедия и доблесть Афгана». Премию получила вдова Татьяна.

## Награды
Награждён орденами Красной Звезды и «За службу Родине» III степени, тремя орденами Республики Афганистан, а также 16 медалями.

## Статьи
- Кровавая бойня на Южном Саланге